# Tallprocessionspinnare
Tallprocessionspinnare, Thaumetopoea pinivora, är en fjärilsart som beskrevs av Georg Friedrich Treitschke 1834. Tallprocessionspinnare ingår i släktet Thaumetopoea, och familjen tandspinnare, Notodontidae.
Tallprocessionspinnare har ett vingspann på 30-40 millimeter. Arten trivs i tallskog, framför allt i Centraleuropa. Arten är reproducerande i Sverige. Inga underarter finns listade i Catalogue of Life.

## Bildgalleri

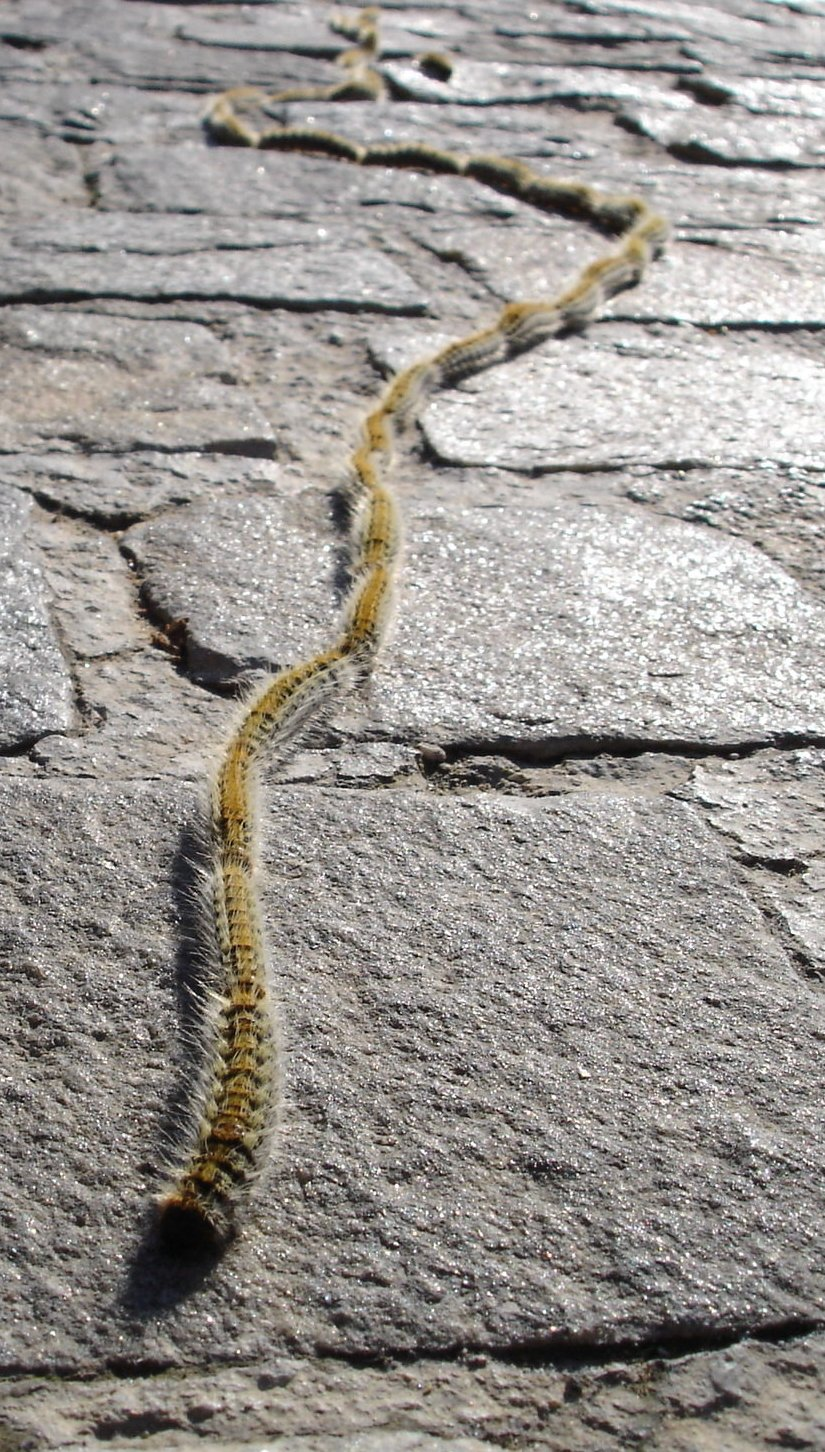
Larvprocession, dock med larver från en närbesläktad art. (Thaumetopoea pityocampa)